# R.J.Brande
Rene Jacques "R. J." Brande é um personagem fictício dos quadrinhos da DC Comics. Ele é do futuro, dos séculos XXX-XXXI e participa das aventuras da Legião dos Super-Heróis. Sua primeira aventura foi na revista Adventure Comics #350 (novembro de 1966) e fora apresentado como um humano. Na revista Invasion! #2 de fevereiro de 1989, ele assumiu a identidade de Durlaniano, futuro membro da L.E.G.I.Ã.O..

## Biografia ficcional

### Pré-Crise
Originariamente um alienígena transmorfo do Planeta Durla chamado Ren Daggle, Brande ficou permanentemente na forma humana devido a ter sofrido de uma febre Yorggiana. Depois foi revelado que Ren e sua companheira Zhay eram os pais biológicos do Repp, o futuro Rapaz Camaleão e de seu irmão gêmeo Liggt.. Apos a morte da esposa, Ren deixou os filhos com a irmã de Zhay, Ji, e seu cunhado, Theg, que viviam em Durla. Ren Daggle se transformou em R.J. Brande e Theg viria a se tornar seu primo Doyle Brande (que depois seria o causador indireto da formação da Legião de Super-Heróis ao enviar assassinos contra Brande). Como humano, Brande ficou milionário ao construir sóis artificiais para diversos clientes, usando tecnologia avançada. Se tornando o maior milionário da galáxia, Brande comprou um planetóide particular onde construiu uma mansão. Sua braço direito nos negócios era Marla Latham, que mais tarde entraria para o Conselho da Legião. 
Brande foi o maior financiador da Legião dos Super-Heróis e organizou o grupo fundador com  Rokk Krinn (Rapaz Cósmico), Moça de Saturno e Garth Ranzz (Rapaz Relâmpago) após o trio ter salvo sua vida dos assassinos de aluguel de Doyle que o atacaram durante uma viagem à Terra.. Ele se preocupava com a segurança dos adolescentes heróicos e comprou vários equipamentos de segurança para a Legião . Após a Guerra Terrestre, quando o presidente dos Planetas Unidos desviou sua fortuna, Brande recusou ser reembolsado e começou a acumular nova riqueza. A parternidade de Rapaz Camaleão foi revelada (mas não anunciada ao público). O legionário ficou abalado com a descoberta  e depois de algumas rebeldias acabou preso por um tempo em Takron Galtos. Durante seu aprisionamento, Reep perdeu seus poderes devido a exposição a alta radiação da super-visão de Ol-Vir. Reconciliados, pai e filho voltaram para Durla para procurarem um lendário Templo aonde os poderes de mudança de forma poderiam ser restaurados. Reep recuperou seus poderes ao se banhar em uma cascata, mas seu pai recusou pois se acostumara a forma humana.. Meses depois Brande sobreviveria a uma nova tentativa de assassinato, dessa vez a mando de Leland McCauley IV. Isso levou a que ele se escondesse por vários anos.

### Pós Crise
Após a Crise das Infinitas Terras o Multiverso foi suprimido das aventuras. Brande era um durlaniano membro da polícia intergaláctica do século XX (L.E.G.I.Ã.O.), transportado no tempo pela vilã Glorith.

### Pós Zero Hora
R. J. Brande voltou a interpretar o mesmo papel nas origens da Legião. Foi pensando em Brande ser revelado como o Caçador de Marte (J'onn J'onzz) mas o editor das histórias da Liga da Justiça vetou a ideia.. Foram colocadas muitas pistas nas histórias da Legião que indicavam que Brande seria de fato J'onn J'onzz. Brande era o Presidente dos Planetas Unidos embora perdesse o cargo no chamado "Intervalo de Um Ano" nessa cronologia da Legião.

### Terceira Reformulação da Legião
Brande não apareceu na continuidade da Terceira Reformulação da Legião (chamado em inglês de "Threeboot"). Em Metrópolis, Ultra Boy confrontou alguns punks com super-poderes num local chamado Brande Park.

### Pós Crise Infinita
Como consequência da minissérie Crise Infinita foi restaurado uma situação análoga à da Pré - Crise das Infinitas Terras, conforme as histórias da Saga do Relâmpago nas aventuras da Liga da Justiça da América e Sociedade da Justiça da América (junho-agosto de 2007), bem como as histórias do Superman e a Legião dos Super-Heróis em Action Comics (dezembro 2007 - maio de 2008). R.J. Brande foi visto nessa versão da Legião ser assassinado pelo seu rival econômico Leland McCauley em Final Crisis: Legion of Three Worlds #1 (outubro de 2008). Após sua morte, foi revelado que era durlaniano e provavelmente o pai biológico do Rapaz Camaleão, conforme as versões anteriores.

## Adaptações

### Televisão
- R.J. Brande aparece no desenho animado da Legião dos Super-Heróis no episódio "In the Beginning". Como  nos quadrinhos, R.J. Brande é o pai do Rapaz Camaleão. Brande nunca é mencionado como um Durlaniano e tem a aparência de um milionário texano. Em flashback foi mostrado R.J. encontrando pela primeira vez Rapaz Cósmico, Rapaz Relâmpago e Moça de Saturno quando eles salvaram sua vida. O trio descobre que o ataque fora obra do sócio de Brande, Roderick Doyle.